# Piazza della Repubblica di Croazia
La piazza della Repubblica di Croazia (in croato Trg Republike Hrvatske, fino al 2017 nota come Trg Maršala Tita, piazza Maresciallo Tito) è una delle più grandi piazze di Zagabria, capitale della Croazia. 
La piazza è situata nella città bassa, intorno al Teatro nazionale croato di Zagabria. Altri edifici situati nella piazza sono: la Facoltà di Giurisprudenza e rettorato dell'Università di Zagabria, l'Academia (Conservatorio) di musica e l'Academia d'arte drammatica dell'Universita di Zagabria, il Museo delle arti e mestieri, il Museo della scuola ecc.

## Storia
L'attuale spazio urbano è il risultato delle trasformazioni urbanistiche comprese tra l'anno 1856 (quando l'ex ospedale venne costruito sul lato settentrionale della piazza) e il 1964 (quando il palazzo Ferimport fu terminato nel lato occidentale), mentre la maggioranza degli edifici che contornano la piazza venne realizzato alla fine del XIX secolo in stile storicista.
La piazza della Repubblica di Croazia fu la prima delle tre piazze in linea che formano l'arco occidentale del cosiddetto "ferro di cavallo di Lenuci"  (in croato Lenucijeva potkova), ovvero una cintura di piazze e parchi urbani realizzati a forma di U dall'ingegnere Milan Lenuci alla fine del XIX secolo intorno al centro di Zagabria. L'arco orientale del "ferro di cavallo" è costituito dalle piazze intitolate a re Tomislao I di Croazia, Strossmayer e Nikola Šubić Zrinski, mentre quello occidentale dalle piazze Marulić, Mažuranić e Repubblica, con il giardino botanico che collega i due archi.

### Odonomastica
Essendo una delle piazze più importanti di Zagabria, il suo nome è stato spesso modificato in base alle circostanze politiche dell'epoca:
- 1878-1888 Sajmišni trg (piazza della Fiera)
- 1888-1919 Sveučilišni trg (piazza dell'Università)
- 1919-1927 Wilsonov trg (piazza Woodrow Wilson)
- 1927-1941 Trg kralja Aleksandra I. (piazza re Alessandro I)
- 1941-1945 Trg I. (piazza numero uno)
- 1945-1946 Kazališni trg (piazza del Teatro)
- 1946-2017 Trg Maršala Tita (piazza Maresciallo Tito)
- 2017-oggi Trg Republike Hrvatske (Piazza della Repubblica di Croazia)

La questione sull'ex-nome della piazza era controversa, poiché alcuni gruppi di cittadini hanno promosso un'ulteriore cambiamento dell'intitolazione, in quanto quello di Josip Broz Tito è il nome di un personaggio storico da loro giudicato negativo per il suo ruolo nella morte di molte persone durante il regime comunista.
Nel febbraio del 2008 circa 2000 manifestanti si sono riuniti nella piazza, indossando grembiuli rossi, per chiedere il ritorno dell'intitolazione precedente (piazza del Teatro). Durante la manifestazione, circa 200 sostenitori del maresciallo Tito si sono riuniti all'estremità opposta della piazza, mentre la polizia impediva ai due gruppi di entrare in contatto tra loro. L'allora sindaco socialdemocratico di Zagabria Milan Bandić ha dichiarato che non vi era motivo per cambiare il nome della piazza.
Nel 2017 tuttavia lo stesso Bandić, dopo essere stato rieletto sindaco per la sesta volta nel 2017 con uno stretto margine di voti, ha annunciato la proposta per abolire l'attuale nome, nel tentativo di formare una maggioranza con i partiti di destra dell'Assemblea della Città (consiglio comunale), e ridenominarla in piazza della Repubblica di Croazia (Trg Republike Hrvatske).
Il nome della piazza è stato ufficialmente cambiato dall'Assemblea della Città di Zagabria, il 31 agosto 2017.

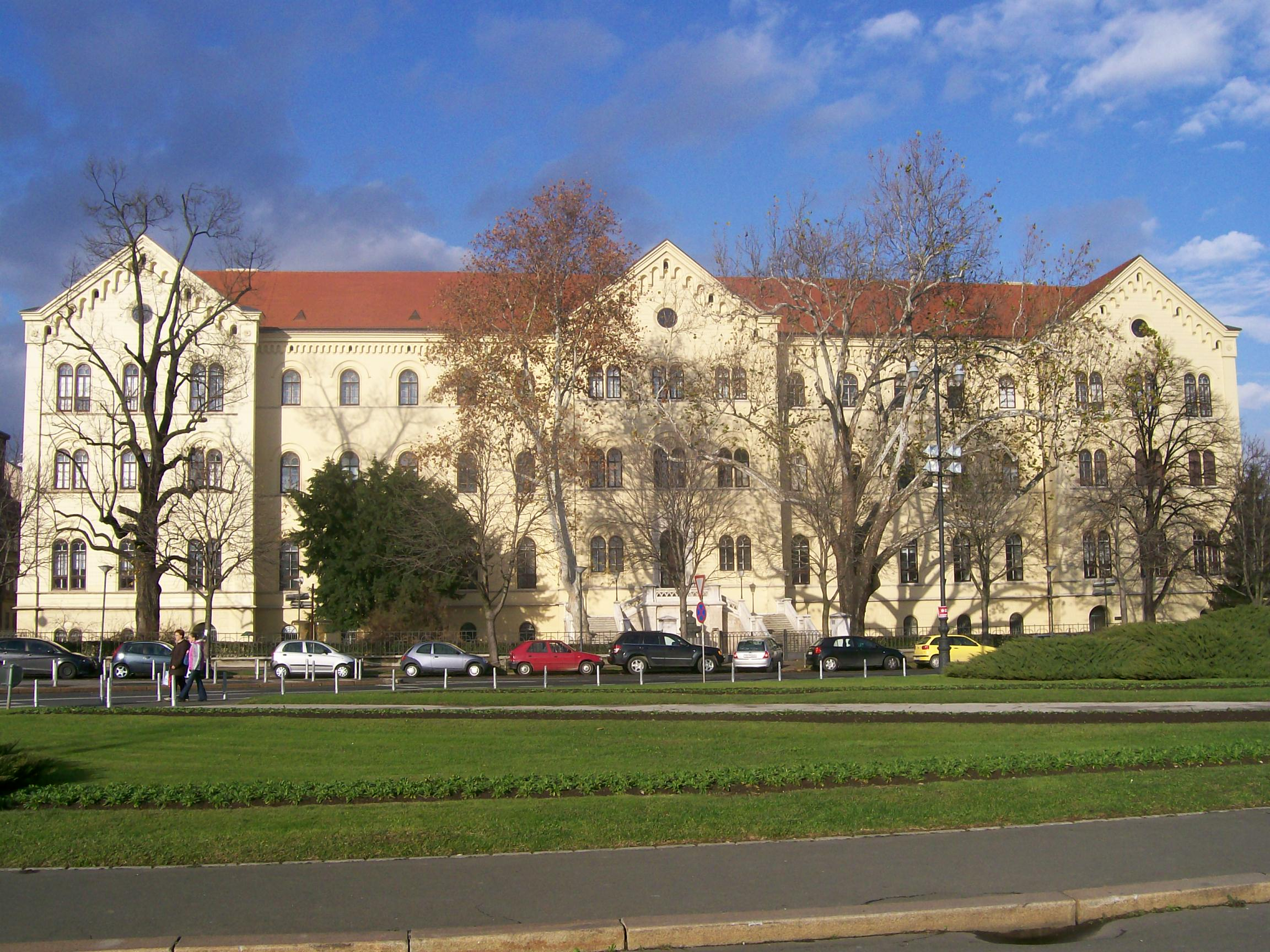
Facoltà di Giurisprudenza (1856)
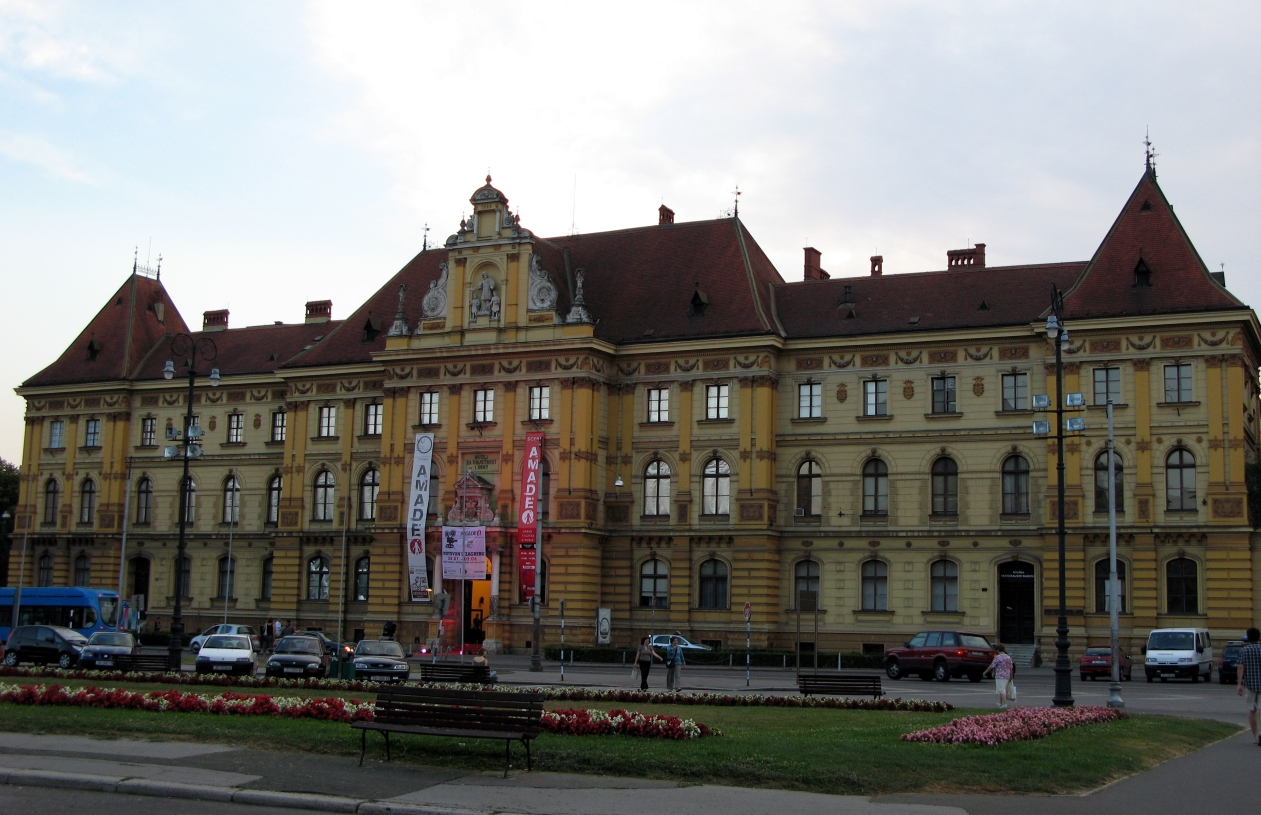
Museo delle arti e mestieri (1880)
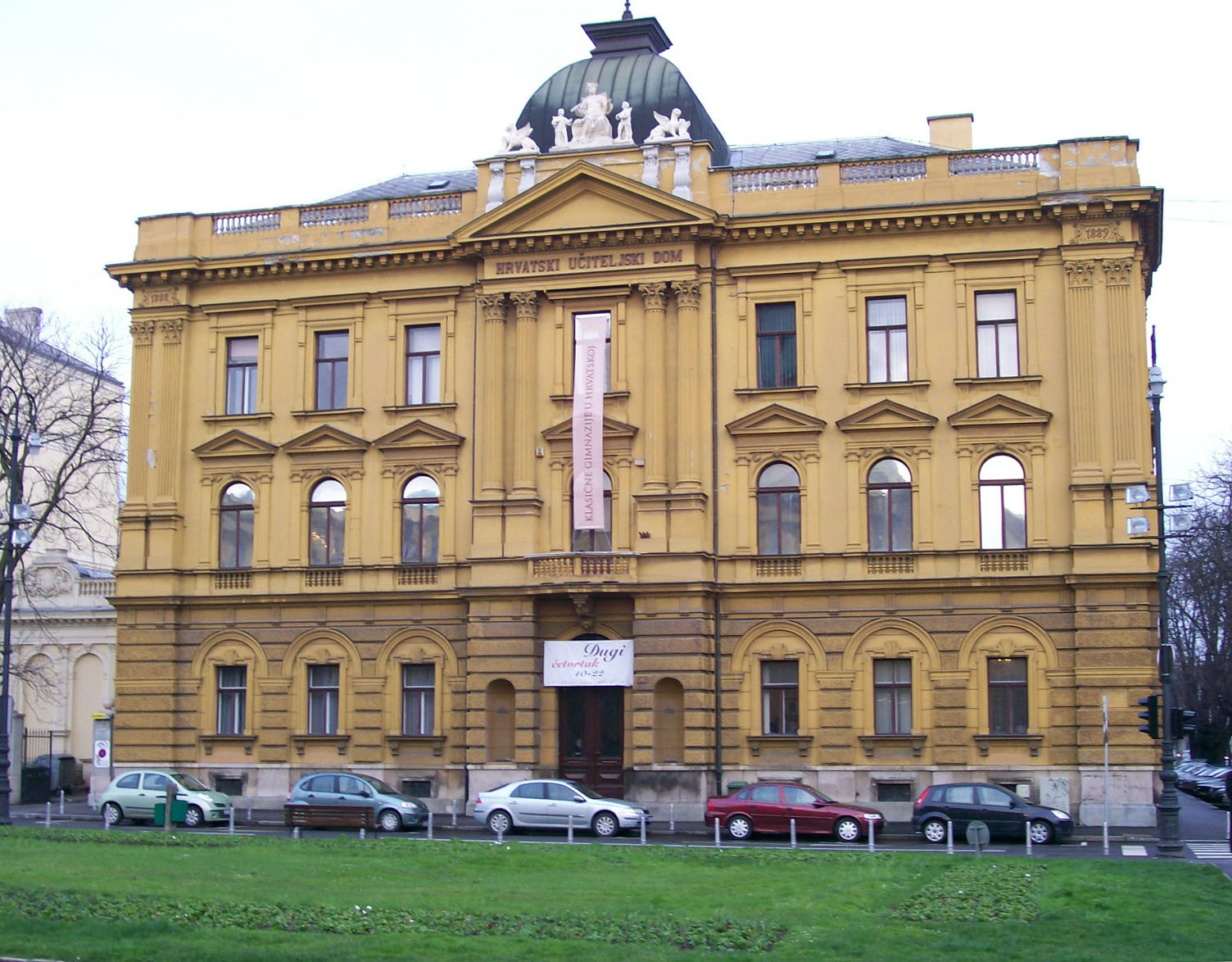
Museo della scuola (1889)
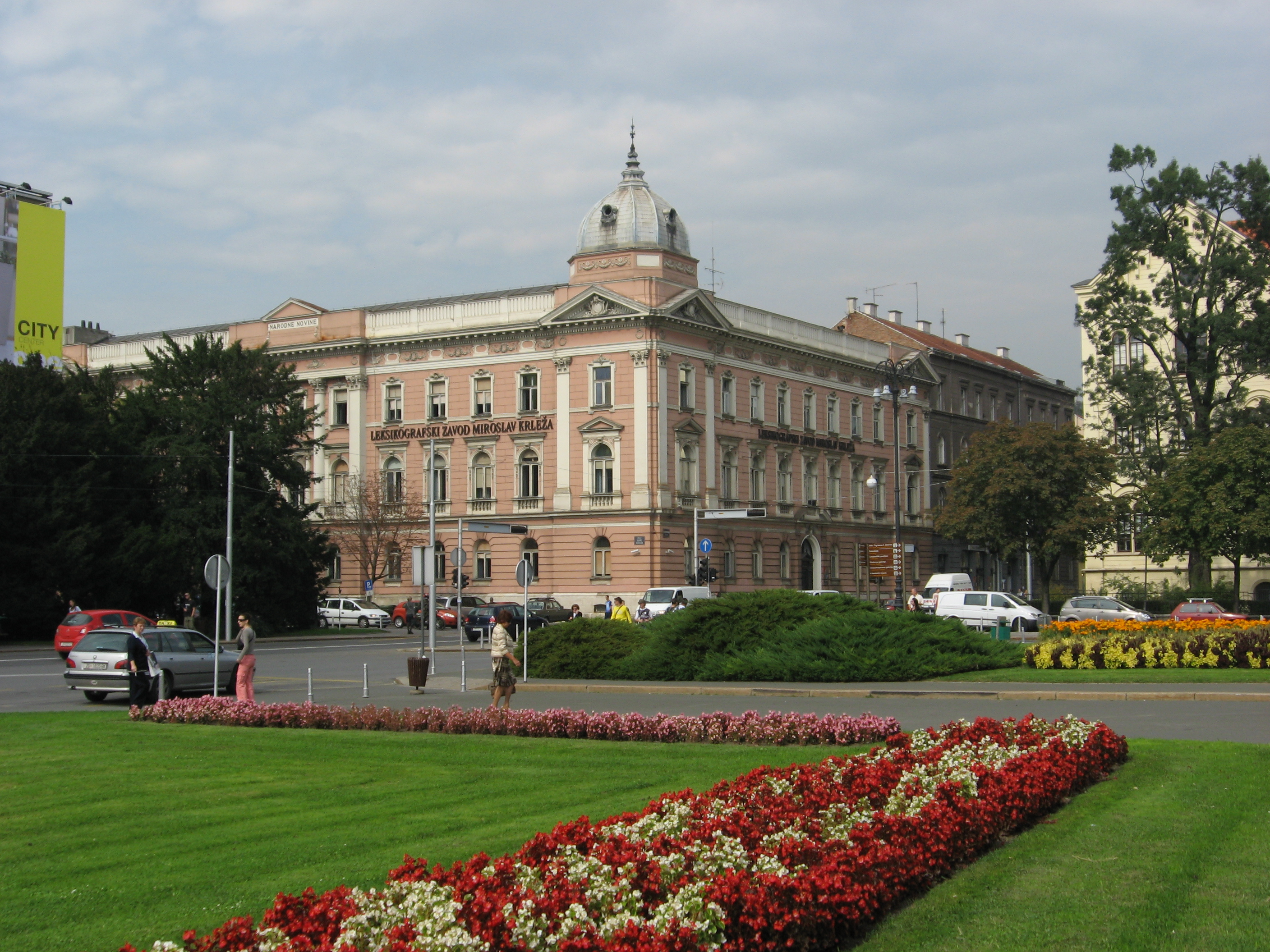
Istituto lessicografico Miroslav Krleža (1891)
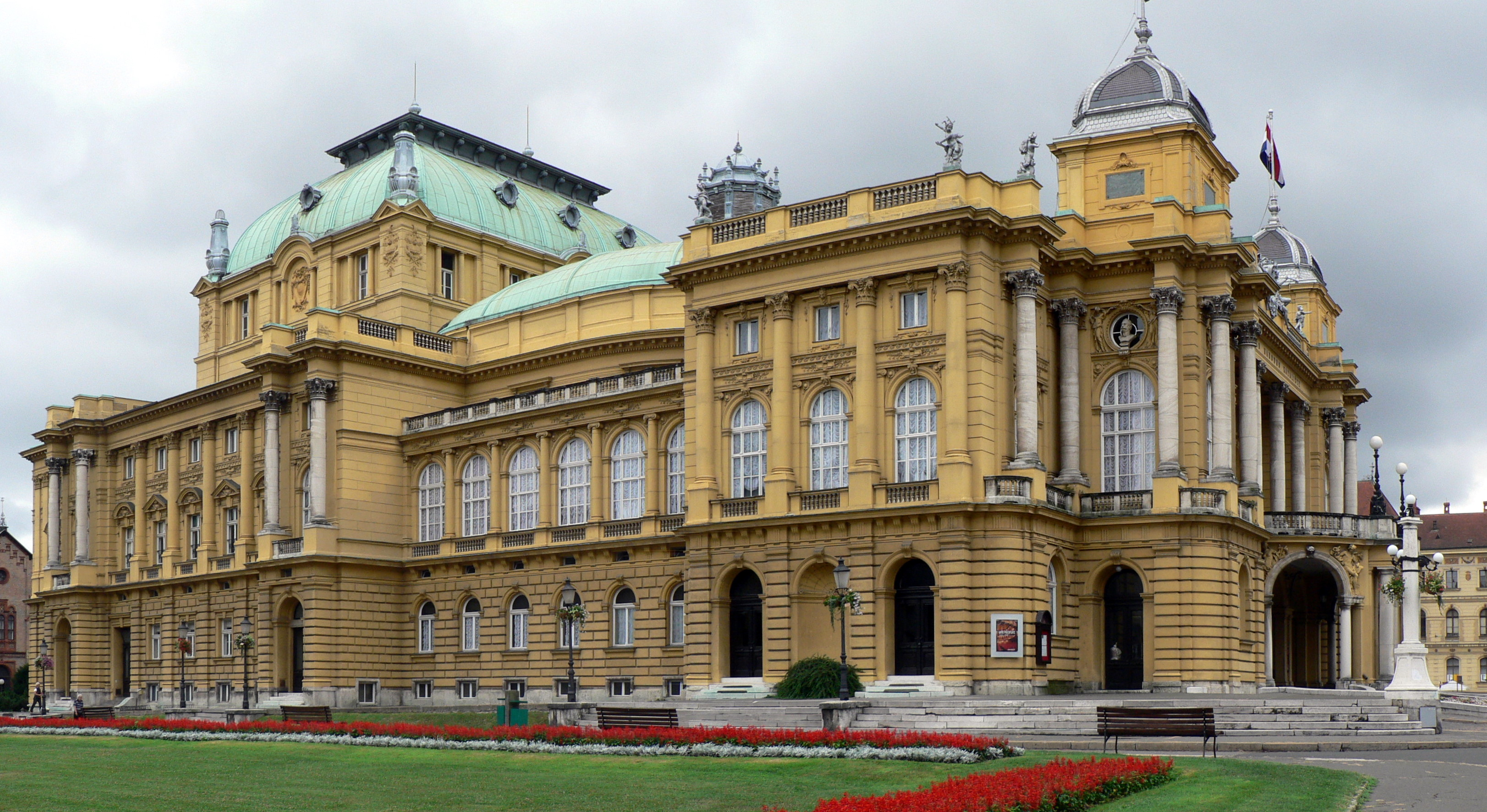
Teatro nazionale croato di Zagabria (1895)
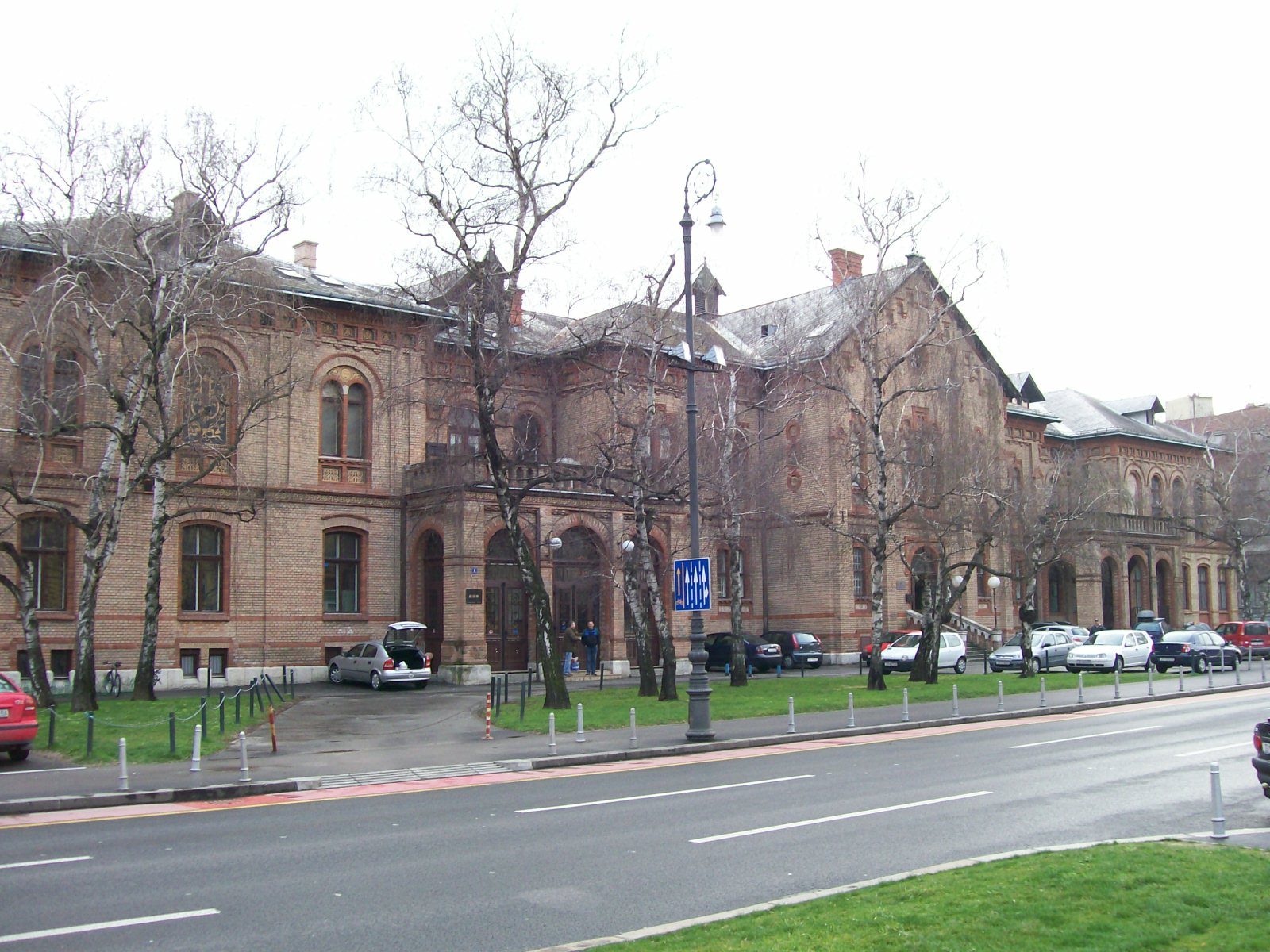
Accademia d'arte drammatica
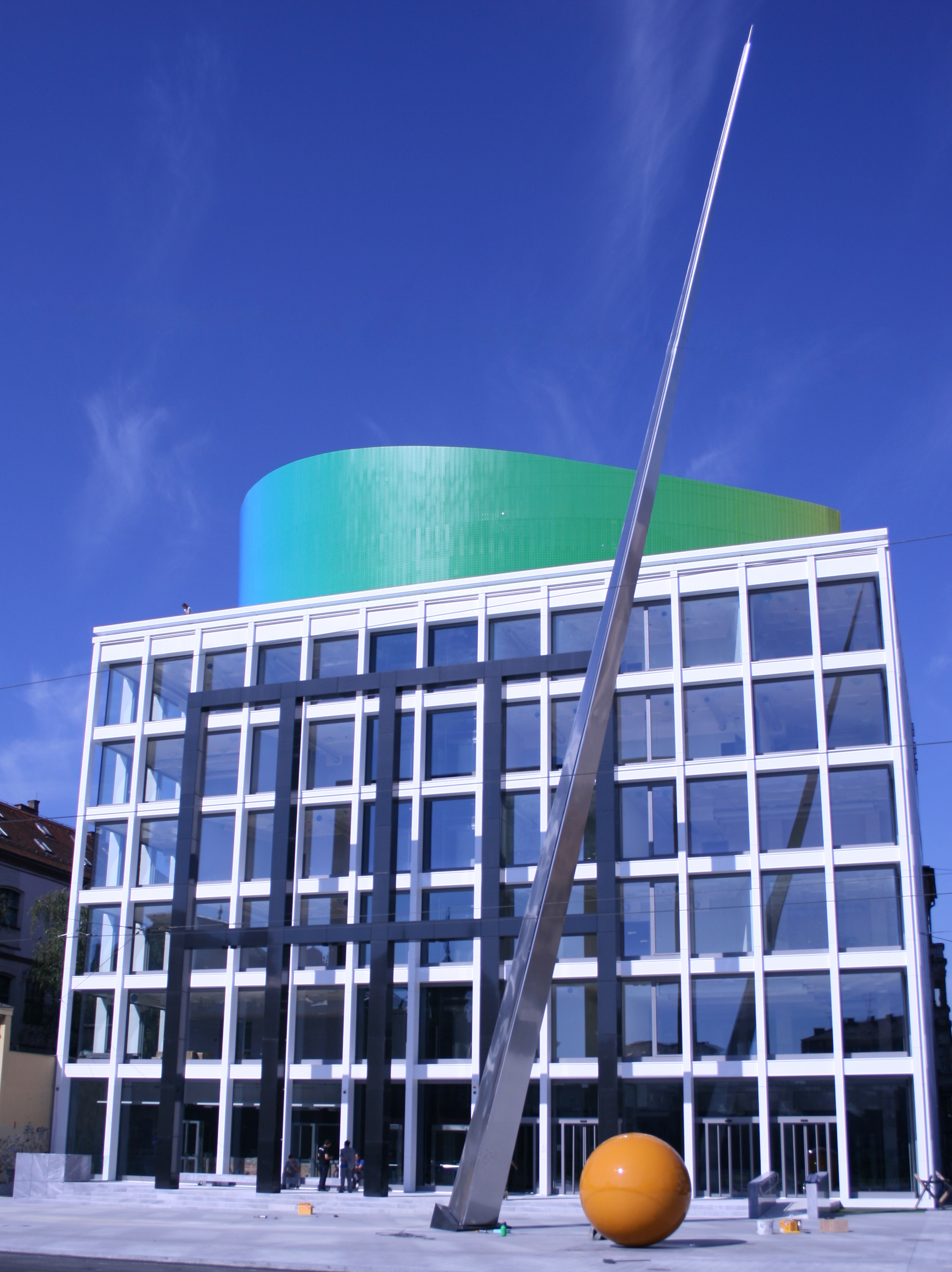
Accademia di musica

## Opere d'arte
La piazza della Repubblica di Croazia è sede di numerose istituzioni culturali ed educative di Zagabria ed è abbellita da diverse sculture e monumenti.
- La scultura di San Giorgio che uccide il drago, realizzata da Anton Dominik von Fernkorn, si trova nell'angolo sudoccidentale della piazza; fusa nel 1853 a Vienna, l'opera venne acquistata e portata a Zagabria da Juraj Haulík nel 1867 e inizialmente posizionata all'ingresso del parco Maksimir. In 1884 entrò in possesso del comune di Zagabria e poi spostata prima in piazza Strossmayer e infine posta nel luogo attuale nel 1907.
- La Fontana della vita (Zdenac života), creata nel 1905 dallo scultore Ivan Meštrović, fu installata nel 1912 di fronte al Teatro nazionale croato.
- La Storia dei Croati (Povijest Hrvata), creata nel 1932 da Ivan Meštrović, si trova di fronte alla facoltà di Giurisprudenza.
- Il monumento a Đuro Deželić (1838-1907), scrittore, politico e fondatore dei vigili del fuoco in Croazia, si trova nel lato occidentale della piazza, di fronte all'ex palazzo Ferimport (attuale Accademia di musica); venne realizzato da Frane Cota su commissione dell'associazione dei vigili del fuoco croati ed inaugurato nel 1937.

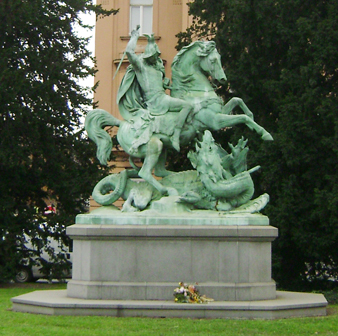
San Giorgio che uccide il drago, opera di Anton Dominik Fernkorn
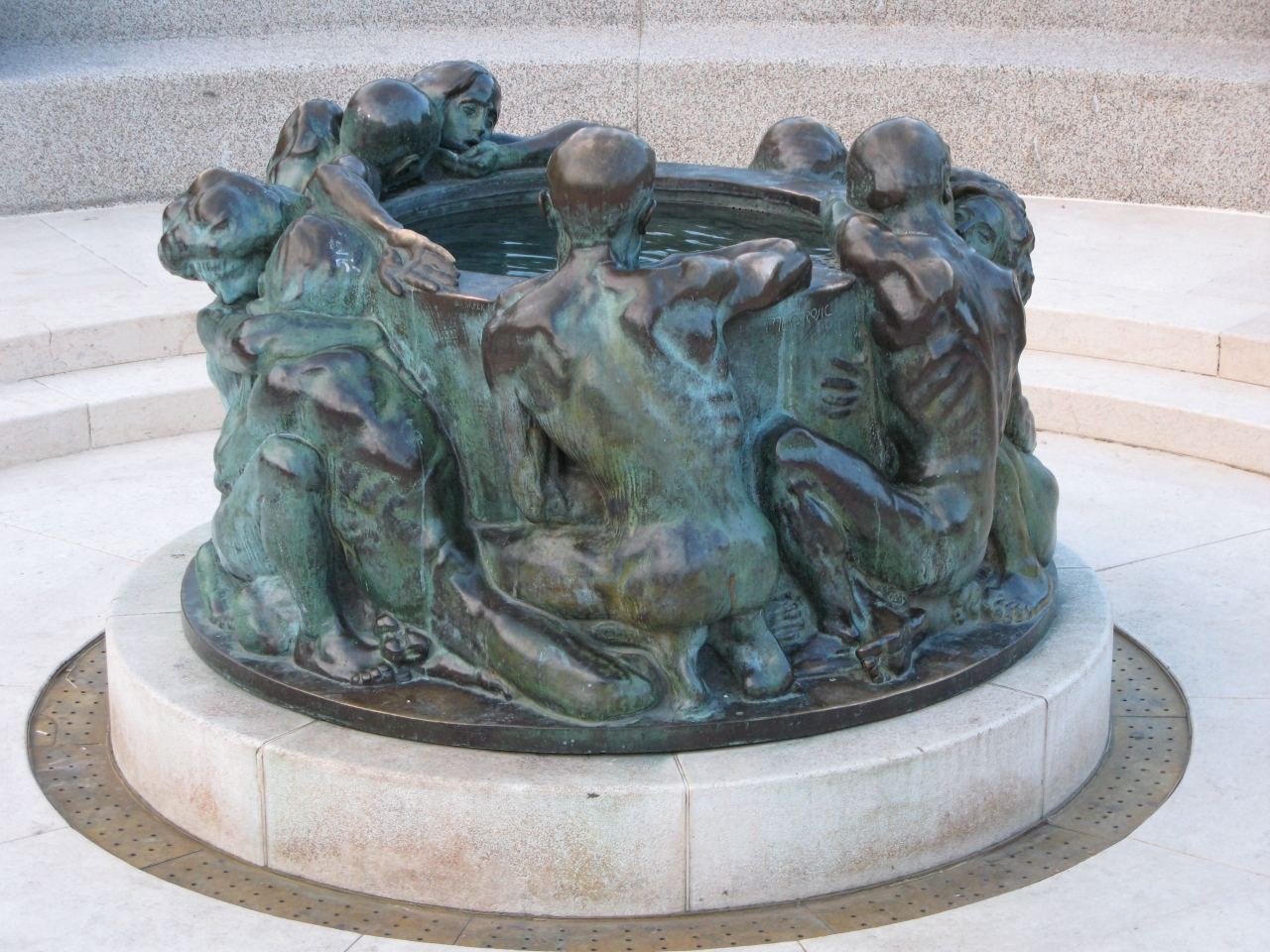
Fontana della vita, opera di Ivan Meštrović
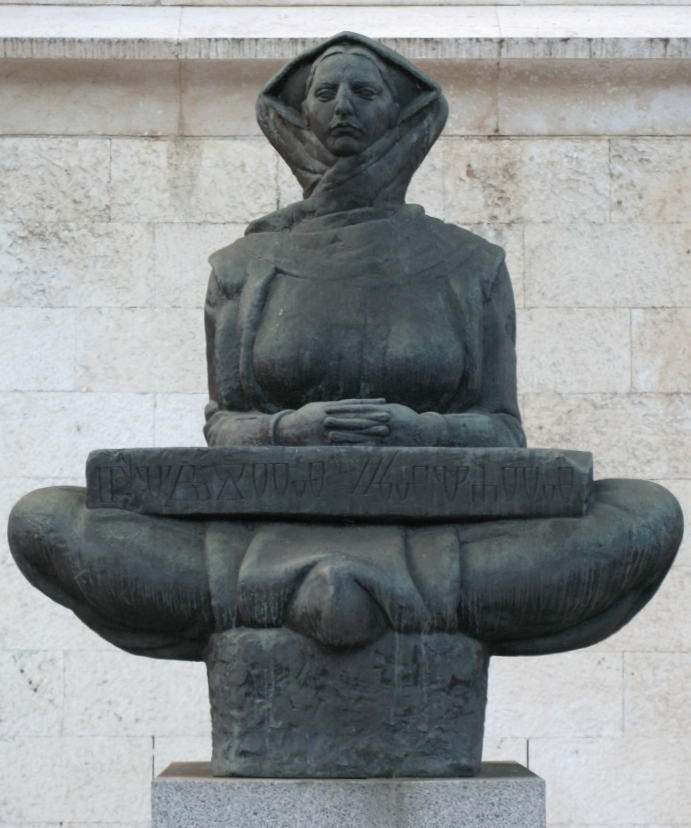
Storia dei Croati, opera di Ivan Meštrović
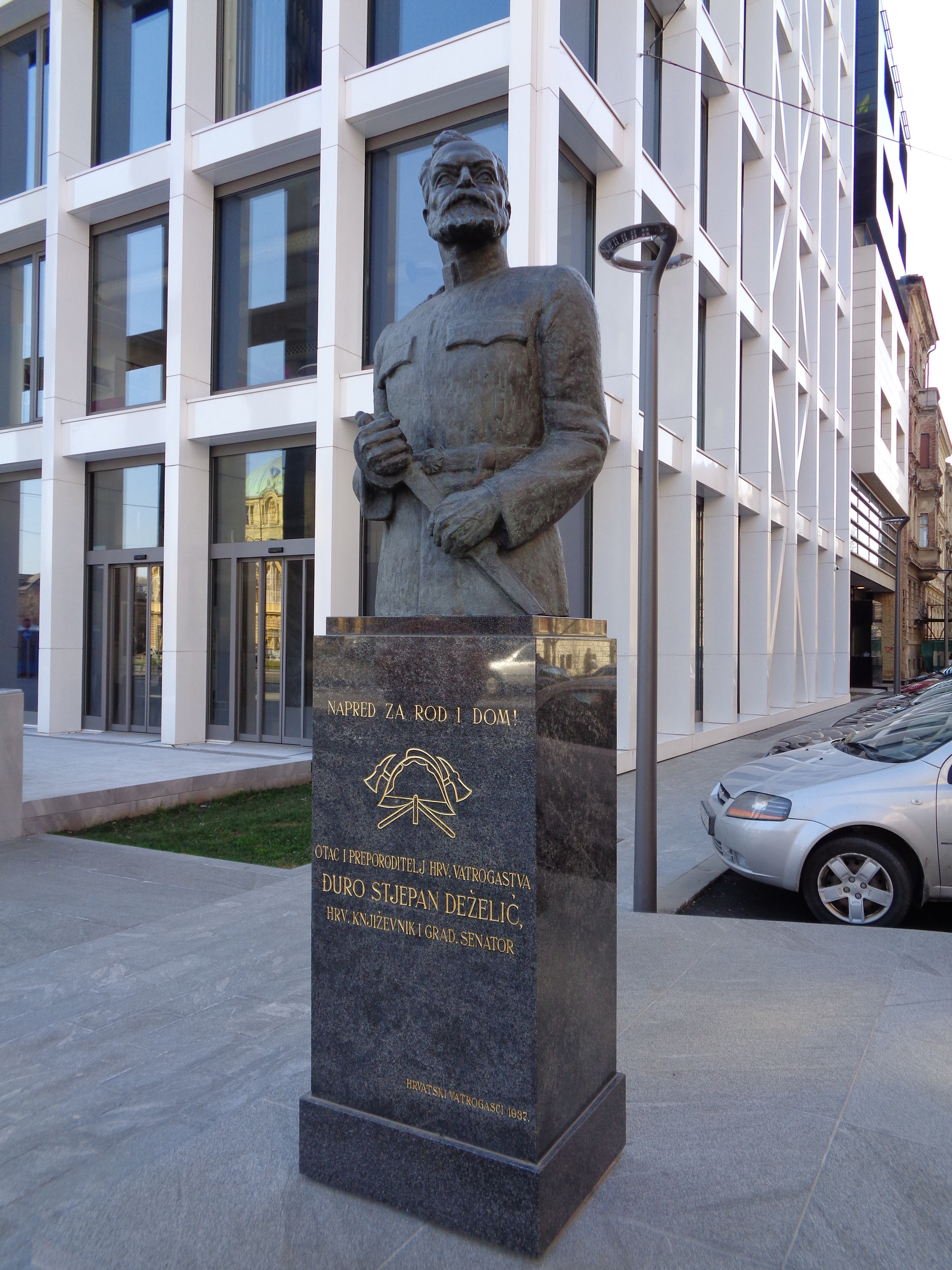
Monumento a Đuro Deželić, opera di Frane Cota